# روبرت دبليو. بيرغستروم
روبرت دبليو. بيرغستروم (بالإنجليزية: Robert R. Bergstrom)‏ هو محامي أمريكي، ولد في 1918، وتوفي في 4 يونيو 2006.